# Proechimys brevicauda
Proechimys brevicauda es una especie de roedor de la familia Echimyidae.

## Distribución geográfica
Se encuentra en Bolivia, Brasil, Colombia, Ecuador y Perú.